# Josef Zaunegger

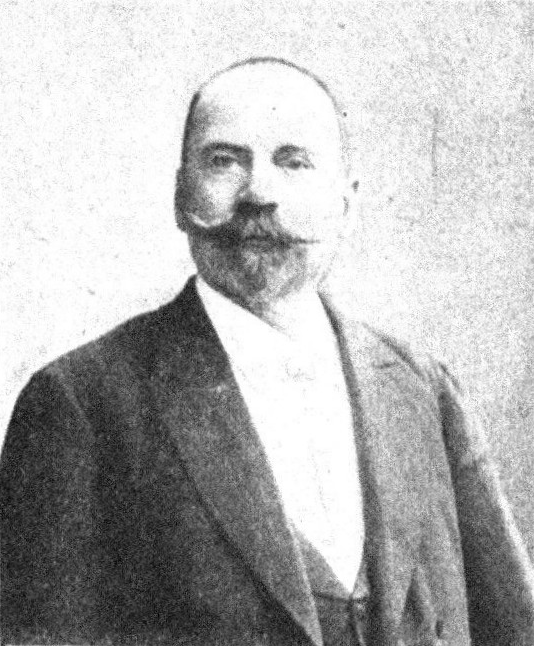
Josef Zaunegger

Josef Albert Zaunegger (* 26. Jänner 1851 in Vorchdorf; † 28. März 1923 in Grieskirchen) war ein österreichischer Apotheker und christlichsozialer Politiker.
Josef Zaunegger studierte nach dem Besuch des Gymnasiums an der Universität Graz. Von 1883 bis 1898 war er als Apotheker in Grieskirchen tätig. Er war Mitglied des Bezirksschulrates von Wels und Grieskirchen, Obmann des Landwirtschaftlichen Bezirksvereins, Oberkurator der Hypothekenanstalt Oberösterreich und Mitglied der Sparkassenvorstehung.
Von 1890 bis 1895 war er Mitglied des oberösterreichischen Landtages (VIII. Wahlperiode), von 1897 bis 1918 Abgeordneter zum Österreichischen Reichsrat (IX., XI. und XII. Legislaturperiode) und von 1903 bis 1919 Vizebürgermeister von Grieskirchen. Vom 21. Oktober 1918 bis zum 16. Februar 1919 war er Mitglied der Provisorischen Nationalversammlung.